# Stewart Castledine
Stewart Castledine (Wandsworth, 22 gennaio 1973) è un ex calciatore inglese, di ruolo centrocampista.

## Biografia
Suo figlio Leo è a sua volta un calciatore professionista.
Dopo il ritiro ha lavorato come presentatore per la BBC; nel 2006 ha anche recitato in alcuni film.

## Carriera
Tra il 1989 ed il 1991 ha giocato nelle giovanili del Wimbledon FC, club con cui durante la stagione 1991-1992, all'età di diciotto anni, esordisce tra i professionisti giocando 2 partite nella prima divisione inglese. Nelle stagioni seguenti continua a rimanere in rosa con ì Dons, di cui è però sempre sostanzialmente una riserva: dopo aver trascorso la stagione 1992-1993 senza mai scendere in campo, nella stagione 1993-1994 gioca infatti 3 partite (segnando anche il suo primo gol in carriera tra i professionisti), nella stagione 1994-1995 segna un'ulteriore rete in 6 partite di campionato giocate (il suo massimo in carriera in una singola edizione della prima divisione inglese, eguagliato in altre due occasioni in seguito) e nella stagione 1995-1996 segna un gol in 4 partite (a cui aggiunge anche ulteriori 2 presenze in FA Cup) prima di passare in prestito al Wycombe, con cui mette a segno 3 reti in 7 presenze nella terza divisione inglese.
Dal 1996 al 2000 gioca poi nuovamente al Wimbledon FC, sempre in prima divisione: nella stagione 1996-1997 totalizza 6 presenze ed una rete (più una rete nell'unica presenza stagionale in Coppa di Lega), nella stagione 1997-1998 gioca 6 partite senza mai segnare (andando in compenso a segno per 2 volte in 3 presenze in Coppa di Lega, e giocando anche 3 partite in FA Cup); infine, nella stagione 1998-1999 gioca la sua ultima partita di campionato con i Dons, con i quali rimane comunque in rosa (sia pure senza ulteriori presenze in partite ufficiali) anche per l'intera stagione 1999-2000, terminata la quale si trasferisce al Wycombe, con cui chiude la carriera giocando 17 partite in terza divisione, ritirandosi nel 2001, all'età di 28 anni.